# Passo di Calais
Il Passo di Calais (in francese Pas-de-Calais) è un dipartimento francese della regione Alta Francia. Il territorio del dipartimento confina con quelli dei dipartimenti del Nord, a nord-est, e della Somme, a sud.
È bagnato a nord-ovest dallo Stretto di Calais, che mette in comunicazione il Canale della Manica ed il Mare del Nord. L'Eurotunnel lo collega con la contea del Kent in Gran Bretagna.
Le principali città, oltre al capoluogo Arras, sono Béthune, Boulogne-sur-Mer, Calais, Lens, Montreuil, Saint-Omer, Liévin, Berck e Lillers.
Il Passo di Calais ha una morfologia pianeggiante, mossa dai modesti rilievi collinari delle Ardenne che non raggiungono mai quote di montagna. Le zone pianeggianti sono strette attorno alla valle del Sonne e della Schelda, uniti all'Oise tramite un breve canale.
Il clima è continentale freddo, più simile a quello di Amsterdam che di Parigi; gli inverni sono pertanto freddi e nebbiosi, con occasionali nevicate, e le estati fresche e ventose.